# Tessarommatini
Tessarommatini son una  tribu de coleópteros polífagos crisomeloideos de la familia Cerambycidae. Comprende un solo género Tessaromma con las siguientes especies:

## Especies
- Tessaromma argentionigrum Gressitt, 1959
- Tessaromma auratum McKeown, 1942
- Tessaromma loxleyae McKeown, 1942
- Tessaromma nanum Blackburn, 1899
- Tessaromma nigroapicale Aurivillius, 1917
- Tessaromma sericans (Erichson, 1842)
- Tessaromma setosum McKeown, 1942
- Tessaromma sordidum McKeown, 1942
- Tessaromma triste (Hope, 1841)
- Tessaromma truncatispina McKeown, 1942
- Tessaromma undatum Newman, 1840